# Селидовский городской совет
 Селидовский городской совет — одна из административно-территориальных единиц в составе Донецкой области.

## Состав
Селидовский городской совет — 50 523 чел.
- город Селидово — 22 614 чел.
- город Горняк — 10 866 чел.
- город Украинск — 11 209 чел.
- пгт Кураховка — 2 775 чел.
- пгт Острое — 594 чел.
- пгт Цукурино — 1 826 чел.
- пгт Вишнёвое — 252 чел.
- пгт Камышевка — 387 чел.

Всего: 3 города (3 горсовета), в том числе 2 города районного значения, 5 пгт (2 поссовета).

## Экономика
Добыча каменного угля (ГХК «Селидовуголь»). Завод сборного железобетона, консервные заводы, комбинат подсобных предприятий, автотранспортные, строительные организации, кирпичный завод, хлебозавод.